# Henry Parsons Crowell
Henry Parsons Crowell (1855-1943) foi um empresário e filantropo estadunidense, fundador da Quaker Oats Company.
No final do século XIX fez parte da explosão da tecnologia na América, com a máquina a vapor, telégrafo, sistemas de telefonia, eletricidade e máquina de escrever, .

## Legados e Contribuições
Henry Parsons Crowell notabilizou-se por perseverar e enfrentar os desafios colocados pelos novos inventos, que foram sendo criados ao longo da sua vida. Conseguiu mediar os conflitos entre os que queriam manter as tradições e os que abraçavam as novas tecnologias. Tornou-se ainda mais rico com várias outras empresas. Doou mais de 70% da sua riqueza para o Crowell Trust e os cristãos do Instituto Bíblico Moody. Era considerado um dos mais respeitados homens cristãos e de negócios no início do século XX nos Estados Unidos. 